# Frode Kippe
Frode Kippe (* 17. November 1978 in Oslo) ist ein ehemaliger norwegischer Fußballspieler. Zuletzt war er Kapitän des norwegischen Vereins Lillestrøm SK, dem er von 1997 bis 1998 und von 2002 bis 2019 angehört hatte.
2007 erhielt er den Kniksenprisen als „Abwehrspieler des Jahres“ in den Tippeligaen.

## Vereinskarriere

### Die Anfangsjahre
Kippe begann seine Karriere beim in seiner Heimatstadt Oslo liegenden kleinen Kolbotn IL. Dort wurde er mit 18 Jahren von Spähern des Lillestrøm SK entdeckt und zum Verein geholt. In seiner ersten Spielzeit reichte es in einer gegen den Abstieg spielenden Lillestrømer Mannschaft lediglich zu 9 Einsätze ohne Torerfolg, ehe er in der Folgesaison zum Stammspieler avancierte. Der Verein hatte mit ihm in der Innenverteidigung nichts mit dem Abstieg zu tun und belegte einen sicheren Platz im Mittelfeld der Liga. In dieser Zeit war er auch Stammspieler in einer mit Talenten gespickten norwegischen U-21-Nationalmannschaft, die traditionell die Aufmerksamkeit verschiedener Scouts aus England auf sich zog. So kam es, dass Kippe dem damaligen Liverpool-Manager Roy Evans empfohlen wurde, welcher nach Perspektivspielern Ausschau hielt.

### Lehrjahre auf der Insel
Daraufhin wechselte Kippe für etwa 700.000 Pfund zum FC Liverpool in die Premier League. Der neben Bjørn Tore Kvarme, Øyvind Leonhardsen, Stig Inge Bjørnebye und Vegard Heggem, insgesamt fünfte Norweger zu dieser Zeit beim Verein, wurde vom Manager-Duo Evans/Houllier bereits bei seiner offiziellen Vorstellung als der kommende Mann in der Innenverteidigung der Reds angepriesen. Doch es sollte anders kommen. In seiner ersten Saison verletzte er sich früh am Knie und fiel fast die gesamte Spielzeit 1998/99 aus. Am Ende reichte es lediglich zu einem League-Cup-Einsatz für die A-Mannschaft. Auch in der darauf folgenden Spielzeit war er bis zum September 1999 rekonvaleszent und wurde zwecks Spielpraxis für drei Monate in die englische Football League Second Division an Stoke City verliehen.
Bei den „Potters“ erlangte er überraschend einen Stammplatz und avancierte zum Publikumsliebling. Zum Saisonende schaffte die Mannschaft mit Platz 6 die Qualifikation für Relegationsspiele in die Football League Championship. Kippe kam in 15 Saisonspielen zum Einsatz und konnte ein Tor erzielen. In der Relegation konnte Stoke nicht mehr auf Kippe zurückgreifen, da dieser zur Endphase der Premier League wieder zurück nach Liverpool beordert wurde.
In Folge saß er bis zum Oktober 2000 mehrmals auf der Bank der Reds, kam aber zu keinem regulären Einsatz in der A-Mannschaft. Im Oktober kam daraufhin eine offizielle Anfrage von Stoke, Kippe ein weiteres Mal auszuleihen. Liverpool stimmte zu und Kippe ging ein zweites Mal in die Division Two. Auch bei seiner Rückkehr erfüllte er die Erwartungen. Wieder hatte er auf Anhieb einen Stammplatz sicher und spielte mit Stoke im Bereich der Aufstiegszone. Diesmal blieb er bis Mai 2001, ehe sein Vertrag auslief und Liverpool in abermals zurückholte. Stoke, welcher auch in diesem Jahr einen Platz in den Ausscheidungsspielen für den Aufstieg sicher hatte, bestrebten zwar eine längere Leihe, Liverpool legte sich aber ein weiteres Mal quer.
Wieder zurück kam er bis Februar 2002 zu keinem Liga-Einsatz mehr und wurde auch in den Cup-Spielen nicht mehr berücksichtigt. Trotz des Ausfalls von Markus Babbel kam er an den etatmäßigen Innenverteidigern Sami Hyypiä und Stéphane Henchoz nicht vorbei, und selbst als Wechselspieler favorisierte Houllier zu dieser Zeit andere aufstrebende Talente wie Djimi Traoré oder Grégory Vignal. Im Februar 2002 fand das „Missverständnis - Kippe bei Liverpool“ ein Ende, als ihn Houllier ablösefrei zu seinem Stammverein Lillestrøm SK ziehen ließ. Während seiner vierjährigen Vertragszeit konnte er lediglich 2 Cup-Spiele in der A-Mannschaft verbuchen. Bis Heute wird in diversen Fan-Foren über die Gründe seines Scheiterns bei Liverpool diskutiert.

### Nationalspieler in der Heimat
Nach seiner mehr als unglücklichen Zeit auf der Insel, tat sich Kippe zu Beginn seiner Rückkehr nach Norwegen auch in der Heimat schwer. In seiner ersten Saison agierte er oft verunsichert und absolvierte lediglich 15 Saisonspiele mit einem Torerfolg.
Dies änderte sich in der Folgesaison. Kippes Leistungskurve zeigte steil nach oben, und er avancierte zur herausragenden Spielerpersönlichkeit in einer schwachen Mannschaft. Zu den 25 Saisonspielen und fünf Torerfolgen folgte auch sein Debüt in der norwegischen Nationalmannschaft. In den Folgejahren blieb Kippe seinem Stammverein treu und gilt heute als Ikone des Vereins. Seine bisher stärkste Spielzeit absolvierte er 2007, die mit dem norwegischen Pokalsieg und den Kniksenprisen, für den besten Verteidiger Norwegens, gekrönt wurde. Zuletzt fungierte er als Kapitän seiner Mannschaft. Am Ende der Saison 2019 beendete er im Alter von 41 Jahren seine Karriere; den bitteren Abstieg in die Zweite Liga nach der aufgrund der Auswärtstorregel verlorenen Relegation gegen Start Kristiansand konnte auch er nicht verhindern.

## Nationalmannschaft
Erst 1998 kam er zu seinen ersten Nationalmannschaftsehren als Stammspieler in der norwegischen U-21-Auswahl.
2003 wurde er nach starken Leistungen für Lillestrøm das erste Mal in die norwegische Nationalmannschaft einberufen. Seitdem ist er mit kurzen Unterbrechungen im Kreis der Nationalmannschaft, konnte sich jedoch bis dato (September 2009) keinen Stammplatz erkämpfen. Im September 2009 wurde er zuletzt in der Qualifikation zur Fußball-Weltmeisterschaft 2010, im Spiel gegen Griechenland, beim Stand von 2:2 für Bjørn Helge Riise eingewechselt.

## Titel und Erfolge

### Im Verein
- Norwegischer Pokalsieger: 2007, 2017

### Als Spieler
- Kniksenprisen – Bester Abwehrspieler: 2007